# Na potepu (Pet prijateljev)
Na potepu je deseta izmed knjig v zbirki Pet prijateljev. Avtorica je Enid  Blyton.
Julian, Dick, Anne, George in Tim se med nepričakovanimi kratkimi jesenskimi počitnicami odpravijo na potep križemkražem po deželi. Kljub natančnemu načrtu Dick in Anne spotoma zaideta. Prenočita na čudni in neprijazni kmetiji, pri gluhi ženici in njenem čudaškem sinu, kjer Dick nehote prestreže skrivnostno sporočilo: Dve drevesi. Črno jezero. Vihrava Anne in Maggy ve. Čudak, ki je Dicku prenesel sporočilo, ki je bilo namenjeno za nekega drugega Dicka, mu je povedal, da je Maggy dobila enako sporočilo, ki bi naj bilo od Žebljarja (izkaže se, da je slednji v zaporu) in Dicku izročil listič papirja, nekakšen zemljevid. Ko se prijatelji najdejo, se odpravijo po sledi in pri tem naletijo na pobeglega kaznjenca in njegovega pajdaša... Ker krajevni policist ne verjame njihovi zgodbi, morajo uganko razvozlati sami. Vaški poštni delavec jim pove, kje se nahaja kraj Dve drevesi. Včasih, ko je tja še nosil pošto, je bil to prijeten kraj ob črnem, skrivnostnem jezeru, kasneje pa je hiša, edina ob jezeru, pogorela. Peterica se odpravi v osrčje močvirja proti omenjenem kraju. Tam se utaborijo v kleti pogorele hiše. Nekaj dni kasneje prispe Umazani Dick (ki bi moral prejeti sporočilo) in Maggy (Žebljarjeva poznanka). Med tem peterica razmišlja, kaj naj pomeni sporočilo. Dve drevesi: kraj, kjer se nahajajo. Črno jezero: nahajališče iskanega plena. Vihrava Anne za razliko od ostalih ne mara pustolovščin in se raje ukvarja s pospravljanjem in drugimi hišnimi opravili. Včasih zna pokazati tudi kremplje. Velikokrat uživa, ko igra gospodinjo. Rada pospravlja, kuha in briše.
Dick je pravzaprav najprijetnejši karakter zaradi svojega očarljivega humorja. Star je toliko kot George. Kljub temu, da se zdi, da je najbolj povezan z bratom Julianom, iz knjig izžareva prijateljstvo s sestrično George. Večkrat rad malo zbada in dreza svojo mlajšo sestro Anne, pa tudi George.
Dick je pravzaprav najprijetnejši karakter zaradi svojega očarljivega humorja. Star je toliko kot George. Kljub temu, dant in je tudi zelo sposobna. Vsak, ki misli, da je fant, mu je do konca življenja hvaležna. Njen oče jo edini kliče Georgina, saj mu ni všeč, da se obnaša kot fant. Z Anne hodita na isto šolo. Tam ji je lepo, ker ima s seboj psa Timmyja, svojega najboljšega prijatelja. George je izjemno svojeglava in se velikokrat prepira z očetom.
Julian je najstarejši član peterice. Pogosto je glavni, saj je najstarejši. Je resen, pameten, prijazen, na trenutke pa tudi zelo prepričljiv in odrasel. Največkrat on in Dick razvozlata uganko, saj sta najpametnejša.
Stric Quentin je znanstvenik in ne mara otrok. Ni mu všeč, ker so zanj veliko preglasni. Za seboj loputa vrata, da se trese cela hiša. Je Georgin oče.
Teta Fanny je prijazna do otrok in jih pogosto brani pred stricem Quentinom, saj je zelo vzkipljiv. Je Georgina mati.
Julian, Dick, Anne, George in Tim se med nepričakovanimi kratkimi jesenskimi počitnicami odpravijo na potep križemkražem po deželi. Kljub natančnemu načrtu Dick in Anne spotoma zaideta. Prenočita na čudni in neprijazni kmetiji, pri gluhi ženici in njenem čudaškem sinu, kjer Dick nehote prestreže skrivnostno sporočilo: Dve drevesi. Črno jezero. Vihrava Jane. In Maggy ve. Čudak, ki je Dicku prenesel sporočilo, ki je bilo namenjeno za nekega drugega Dicka, mu je povedal, da je Maggy dobila enako sporočilo, ki bi naj bilo od Žebljarja (izkaže se, da je slednji v zaporu) in Dicku izročil listič papirja, nekakšen zemljevid. Ko se prijatelji najdejo, se odpravijo po sledi in pri tem naletijo na pobeglega kaznjenca in njegovega pajdaša... Ker krajevni policist ne verjame njihovi zgodbi, morajo uganko razvozlati sami. Vaški poštni delavec jim pove, kje se nahaja kraj Dve drevesi. Včasih, ko je tja še nosil pošto, je bil to prijeten kraj ob črnem, skrivnostnem jezeru, kasneje pa je hiša, edina ob jezeru, pogorela. Peterica se odpravi v osrčje močvirja proti omenjenem kraju. Tam se utaborijo v kleti pogorele hiše. Nekaj dni kasneje prispeta Umazani Dick (ki bi moral prejeti sporočilo) in Maggy (Žebljarjeva poznanka). Med tem peterica razmišlja, kaj naj pomeni sporočilo. Dve drevesi: kraj, kjer se nahajajo. Črno jezero: nahajališče iskanega plena. Vihrava Jane: otroci sklepajo, da je to ime čolna (potopljenega v jezeru). In Maggy ve: pomeni, da je o vsem obveščena tudi Maggy. Otroci se spretno izogibajo Umazanemu Dicku in Maggy ter s pomočjo lističa (kjer piše: Veliki Kamen; Špica; Dimnik; Zvonik - znamenja, ki se križajo na točki, kjer je zaklad) najdejo ukradene dragulje, ki jih predajo policiji, katera aretira Umazanega Dicka in Maggy. tudi nagrado prejmejo na koncu.